# Achaearanea maricaoensis
Achaearanea maricaoensis är en spindelart som först beskrevs av Bryant 1942.  Achaearanea maricaoensis ingår i släktet Achaearanea och familjen klotspindlar. Inga underarter finns listade i Catalogue of Life.